# Chemiewaffenkonvention

Mitgliedstaaten der Chemiewaffenkonvention
Unterzeichnet und ratifiziert
Beigetreten
Unterzeichnet, aber nicht ratifiziert
Nicht unterzeichnet

Die Chemiewaffenkonvention (kurz CWK; auch Chemiewaffenübereinkommen, CWÜ, CWC) ist ein internationales Übereinkommen von Mitgliedstaaten der Vereinten Nationen, das Entwicklung, Herstellung, Besitz, Weitergabe und Einsatz chemischer Waffen verbietet. Die Langbezeichnung lautet Übereinkommen über das Verbot der Entwicklung, Herstellung, Lagerung und des Einsatzes chemischer Waffen und über die Vernichtung solcher Waffen. Manchmal wird die Konvention auch kürzer als Übereinkommen über das Verbot chemischer Waffen bezeichnet. Es trat am 29. April 1997 in Kraft.

## Inhalt
Die Konvention sieht eine Reihe umfassender und konkreter Abrüstungsschritte vor. Mit Hinterlegung der Ratifizierungsurkunde bei den Vereinten Nationen verpflichten sich die Unterzeichnerstaaten, vorhandene Bestände zu deklarieren und bis zum Jahr 2012 sämtliche Chemiewaffen unter internationaler Aufsicht zu vernichten.
Das CWÜ bezeichnet als chemische Waffen neben den toxischen Chemikalien auch Munition oder Geräte, die eigens dazu entworfen sind, durch Ausnutzung der toxischen Eigenschaften der aufgeführten Chemikalien den Tod oder sonstige Schäden herbeizuführen.
Gem. Art. II Nr. 2 CWÜ versteht man unter einer toxischen Chemikalie jede Chemikalie, die durch ihre chemische Wirkung auf Lebensvorgänge den Tod, eine vorübergehende Handlungsunfähigkeit oder einen Dauerschaden bei Mensch oder Tier herbeiführen kann.
Mit der Überwachung zur Einhaltung der Konvention ist seit ihrem Inkrafttreten 1997 die Organisation für das Verbot chemischer Waffen (OVCW; engl. OPCW „Organisation of the Prohibition of Chemical Weapons“) mit Sitz in Den Haag beauftragt. Ihre Organe sind die Konferenz der Vertragsstaaten, der Exekutivrat und das Technische Sekretariat. In einem sog. „Verifikationsanhang“ zum Übereinkommen sind einzelne Bereiche der Vertragspflichten näher ausbuchstabiert. Hierbei ist besonders hervorzuheben, dass die chemische Industrie weitgehenden Kontrollen der OVCW unterworfen ist, soweit sie relevante Chemikalien herstellt oder damit umgeht. Jeder Vertragsstaat muss Werke, die mit bestimmten Chemikalien umgehen, der OVCW melden und Inspektionen der OVCW in den Werken zulassen. Im Verifikationsanhang werden die Chemikalien in Abhängigkeit von ihrem Missbrauchsrisiko in den Listen 1, 2 und 3 aufgeführt, wobei die Liste 1 chemische Kampfstoffe wie Loste aufführt, die Liste 2 direkte CW-Vorprodukte wie Thiodiglykol (S-Lost) und die Liste 3 Massenchemikalien wie das hoch toxische Phosgen oder Vorprodukte wie Triethanolamin listet. Die Häufigkeit und der Umfang der Inspektionen in den Werken richten sich nach den Chemikalienlisten. Neben der Kontrolle der Werke, die direkt mit Listenchemikalien umgehen, soll auch das Herstellungspotenzial der anderen Werke kontrolliert werden, da eine Vielzahl von Chemieanlagen relativ einfach für Chemiewaffenzwecke umgerüstet werden können. Daher müssen die Vertragsstaaten neben den streng kontrollierten Werken, die mit Listenchemikalien umgehen, auch solche Werke melden, die mit sog. Bestimmten Organischen Chemikalien (BOC, engl. DOC) umgehen. Auch diese Werke werden durch OVCW-Inspektionen kontrolliert, allerdings sind die Prüfdauer und der Prüfumfang geringer als bei den Listenchemikalien.
Bei vermuteten Verstößen kann jeder Vertragsstaat der OVCW eine Verdachtsinspektion verlangen, die von einer Konferenz der Vertragsstaaten bewilligt werden muss. Werden die Verdachtsmomente erhärtet, kann die OVCW sowohl die UN-Generalversammlung als auch den UN-Sicherheitsrat einschalten. Letzterer kann mit Sanktionen die Nichteinhaltung ahnden.
Die Chemiewaffenkonvention steht im Einklang mit den im Genfer Protokoll von 1925 getroffenen Grundsätzen des Verbots des Einsatzes von Chemiewaffen im Kriege. Das Verbot der Entwicklung, Herstellung und Lagerung von biologischen Waffen durch die Biowaffenkonvention 1972 bleibt davon unberührt.
Ende November 2019 wurde die Liste erstmals erweitert. Neu aufgenommen wurde Nowitschok, mit dem unter anderem der russische Doppelagent Sergei Skripal und seine Tochter im März 2018 in Großbritannien vergiftet worden waren.

## Unterzeichnerstaaten
Die Konvention wurde am 3. September 1992 von den Mitgliedstaaten der Genfer Abrüstungskonferenz verabschiedet. Nach Billigung durch die UN-Generalversammlung im Dezember 1992 wurde sie vom 13. bis 15. Januar 1993 in Paris, danach am Hauptsitz der Vereinten Nationen in New York, zur Zeichnung aufgelegt. Am 29. April 1997, 180 Tage nachdem der 65. Unterzeichnerstaat seine Ratifizierungsurkunde hinterlegt hatte, trat die Chemiewaffenkonvention in Kraft.
Die Konvention wurde 1994 von Deutschland, 1995 von Österreich und der Schweiz ratifiziert. Diese Ratifikationen traten zum 29. April 1997 in Kraft. Mit Stand vom 17. Mai 2018 gilt das Übereinkommen inzwischen in 193 Staaten.
Nach Syrien, das der Konvention am 14. September 2013 beitrat, sind zuletzt Myanmar und Angola mit Wirkung ab dem 7. Juli beziehungsweise dem 16. Oktober 2015 beigetreten sowie Palästina mit Wirkung ab 17. Mai 2018. Im Januar 1993 unterzeichnet, aber bis heute noch nicht ratifiziert, wurde der Vertrag von Israel.
Deutschland hat zur Chemiewaffenkonvention ein Ausführungsgesetz erlassen. Zuständige Behörde ist das Auswärtige Amt. Die Erhebung der Meldedaten und auch die Begleitung von OPCW-Inspektionen sowie die Kontrolle der Ein- und Ausfuhr obliegt dem Bundesamt für Wirtschaft und Ausfuhrkontrolle (BAFA). Die Verstöße gegen das Chemiewaffenübereinkommen werden mit Strafe geahndet. Die USA auferlegten sich eine zusätzliche Pflicht, Verstöße gegen die Konvention (Massenvernichtungswaffen) zu ahnden. Aufgrund dieser Bestimmung traten Ende August 2018 neue Sanktionen gegen Russland in Kraft mit Bezug auf den Anschlag auf Sergei Skripal, gemäß Formulierung der NZZ „in einer Reihe mit Syrien und Nordkorea“.

## Nichtunterzeichnerstaaten
Die Konvention weder unterzeichnet noch ratifiziert haben Ägypten, Nordkorea und Südsudan.
Mit der Resolution 2758 der UN-Generalversammlung wurde die Republik China (Taiwan) zur Ausnahme der internationalen Gemeinschaft, da sich Taiwan formell nicht mehr an internationalen Vereinbarungen beteiligen kann. Dies obwohl Taiwan in vielen Bereichen weltweit führend in der Entwicklung von Spitzentechnologien und damit Dual-Use-Gütern ist.